# Paul Nothomb
Pour les autres membres de la famille, voir Famille Nothomb.
Paul Nothomb, né le 7 décembre 1913 à Saint-Gilles (Bruxelles) et mort le 27 février 2006 au Kremlin-Bicêtre, était le second des treize enfants du sénateur et écrivain Pierre Nothomb : il est né du premier mariage de son père avec sa mère Juliette Bamps (1891-1926). Il fut aviateur et écrivain belge. Communiste, il participa à la guerre d'Espagne aux côtés d'André Malraux (avec lequel il eut un échange littéraire et idéologique riche), et ce, dans le camp républicain. Il fut également membre de la Résistance contre l'Allemagne nazie durant la Seconde Guerre mondiale. Après avoir été arrêté par la Gestapo, il fut contraint, sous la torture, de révéler des informations dont il fut dit après guerre qu'elles auraient facilité l'arrestation de certains membres de son réseau, faits pour lesquels il fut condamné mais aussitôt réhabilité.

## Biographie
Alors qu'il avait un avenir socio-professionnel bien tracé par sa famille de l'aristocratie catholique de droite, le jeune Nothomb, sorti navigateur bombardier de l'école des cadets, honoré de la distinction Epée du roi pour sa sortie comme premier de sa promotion à L'École Militaire, devient communiste. Sous le pseudonyme de Paul Bernier, il traite de politique étrangère dans deux journaux belges, Le Drapeau Rouge (communiste) et La Voix du Peuple. Engagé pour participer à la guerre d'Espagne dans le camp républicain, il s'illustre dans l'escadrille España d'André Malraux, qui devient son ami. Il aurait d'ailleurs inspiré le personnage d'Attignies dans L'Espoir de Malraux. Productions Rose Night a recueilli en 1999 le témoignage de Paul Nothomb et celui de sa compagne sur la période de la guerre d'Espagne. Un livre a vu le jour trois ans plus tard sur son engagement dans le conflit.
Résistant durant la Seconde Guerre mondiale, il fut arrêté par la police allemande le 13 mai 1943, puis incarcéré et transféré dans les locaux de la Gestapo à Bruxelles. La Gestapo pratiquant couramment la torture contre ceux qui refusaient de parler, la consigne de la Résistance était de tenir deux jours puis de donner quelques renseignements en espérant que le réseau dont on était membre se serait dispersé. Nothomb se déclara converti au national-socialisme pour protéger sa compagne enceinte, donna des noms de membres de son réseau et assista aux interrogatoires afin de convaincre les détenus de renoncer à toute résistance et de parler. Du 2 juillet au 30 août, il y eut cent quatre arrestations de communistes ou de sympathisants, membres du réseau de Nothomb. Soixante-seize furent déportés, douze exécutés et huit moururent en déportation,. Il s'évade lors de son transfert quelques mois plus tard, et se met au service des Britanniques.
Après la Libération, en juin 1945, Nothomb fut arrêté sur plainte de quelques survivants parmi les dénoncés. Les procès eurent lieu en 1946 — Conseil de guerre et Cour militaire — et Nothomb fut condamné à deux ans de prison puis, en appel, à huit ans. Il sera finalement réhabilité en 1948,.
Un documentaire relatant les circonstances de ce dilemme, Trahir?, a été réalisé par Georges Mourier en 2000 dans le cadre de sa collection Le Choix des Hommes.
Après son emprisonnement, il vécut en France, où il prit le nom de Julien Segnaire. Malraux
l'introduisit chez Gallimard, qui publia ses cinq romans et l'employa à la documentation d'écrits sur l'art.
Paul Nothomb a entrepris, après la guerre, sur une période de sept années, un doctorat en études hébraïques. Il est ainsi Docteur en Études hébraïques et juives de la Sorbonne, selon l'intitulé de son éditeur (La Différence) présent au dos de ses publications. De 1970 à 1982, il est directeur de rédaction de la revue Sens, de l'Amitié judéo-chrétienne de France, à la suite de l'historien Jean Baubérot et avant Yves Chevalier.
La fille aînée de Paul Nothomb, Michèle, naquit à Uccle en septembre 1943. La seconde, Anne-Françoise, naquit à Paris en février 1950. Il épousa sa compagne, Marguerite Develer (1911-2001) en 1952.
Il était le grand-oncle de la romancière Amélie Nothomb.

## Publications
- Le Délire Logique, Gallimard 1948, (réédition éd.Phébus, 1999)
- L'Homme immortel éd. Albin Michel, 1984
- L'Image de Dieu, éd. La Longue-Vue, 1984
- La Mémoire de l'Éden, éd. de la Longue Vue, Bruxelles, 1987
- Les Tuniques d'aveugles, éd. de la Différence / La Longue Vue, coll. Vers la seconde Alliance, 1990
- Les Récits bibliques de la Création, éd. de la Différence, coll. Vers la seconde Alliance, 1991
- L'Imagination captive. Essai sur l'homme immortel, éd. de la Différence, coll. Vers la seconde Alliance, 1994
- N'y être pour rien, romann éd. Phébus, 1995
- Non Lieu, récit éd.Phébus, 1996
- Malraux en Espagne, éd. Phébus, Paris, 1999
- Le Second récit. L'autre Lecture de la Genèse, éd. Phébus, Paris, 2000
- La Rançon, éd. Phébus, 2001
- Ça ou l'histoire de la pomme, éd. Phébus, Paris, 2003
- Ève dans le jardin, éd. Phébus, Paris, 2004

## Filmographie
- Trahir ? Film documentaire de Georges Mourier (2000). Produit par La Lanterne et Cityzen TV en collaboration avec la BDIC. Collection "Le Choix des Hommes"[11].